# Moris Issa
Moris Issa (* 16. března 1945 Aleppo, Sýrie) je český režisér syrského původu.

## Životopis
Pochází ze Sýrie. Po maturitě v roce 1963 odešel studovat filmovou režii do Prahy.
Režii vystudoval na pražské FAMU pod vedením Elmara Klose. S nestorem české režie spolupracoval na své celovečerní prvotině. Jde o autora řady televizních filmů (Paní mlha, Den dobrých skutků, Zlatá princezna) a dokumentů o lidských chorobách pro cyklus Diagnóza. Podílel se na seriálu Ordinace v růžové zahradě pro TV Nova. Režíroval povídkovou skládanku 3 plus 1 s Miroslavem Donutilem. Jeho manželkou je herečka Lenka Termerová, jejich dcerou herečka Martha Issová a synem střihač Filip Issa.